# Digdoh
Digdoh es una ciudad censal situada en el distrito de Nagpur en el estado de Maharashtra (India). Su población es de 38157 habitantes (2011). Se encuentra a 6 km de Nagpur.

## Demografía
Según el censo de 2011 la población de Digdoh era de 38157 habitantes, de los cuales 20590 eran hombres y 17567 eran mujeres. Digdoh tiene una tasa media de alfabetización del 92,15%, superior a la media estatal del 82,34%: la alfabetización masculina es del 94,58%, y la alfabetización femenina del 89,27%.